# Bilkort
Bilkort er en type kortspil, hvor hvert kort repræsenter en bilmodel. På kortene angives bilernes data i et antal kategorier, eksempelvis acceleration (typisk 0-100 km/t), topfart, volumen, cylindre, egenvægt, siddepladser og brændstofforbrug. Spillet blev første gang præsenteret for befolkningen i 1970'erne. Dengang bestod spillet af 22 bilkort. 

## Spillets gang
Bunken blandes og kortene fordeles ligeligt blandt spillerne. Der trækkes lod om første udspil. Spillerne lægger deres kort i en bunke med billedsiden nedad foran sig.
Hver spiller trækker det øverste kort fra sin bunke, og spilleren der har udspillet vælger en kategori hvor han/hun regner med at kortet er stærkest (f.eks. "Topfart = 243 km/t" – i de fleste kategorier er et højt tal bedre end et lavt; et eksempel på en kategori, hvor et lavt tal er bedre end et højt, er acceleration fra 0 til 100 km/t). Alle spillere viser nu deres eget korts værdi i den valgte kategori, hvorefter spilleren med det bedste kort vinder alle de trukne kort, lægger dem nederst i sin egen bunke og spiller ud til næste stik. Den, som til sidst har alle kortene, har vundet.

## Varianter
Spilmekanismen, en slags flerdimensionel udgave af kortspillet krig, er også brugt med flyvemaskiner og skibe som emne.
Satiregruppen Alexanderband har fremstillet "diktatorkort", hvor en mængde diktatorer sammenlignes i kategorierne "millioner døde", "heraf egne landsmænd", "regerede antal år", "styreform", "kubik" og "hidsighed (%)".

## Ekstern henvisning
- Alexanderbands Diktatorkort